# Brigite van Haaften
Brigite van Haaften-Harkema (Spijkenisse, 11 mei 1963) is een Nederlandse politica voor het CDA. Van 2006 tot 2015 was Van Haaften gedeputeerde in de Gedeputeerde Staten van Noord-Brabant.

## Biografie
Van Haaften studeerde orthopedagogiek aan de Rijksuniversiteit Leiden en Strategie, Innovatie & Governance bij de TiasNimbas Business School. Ze had jarenlang een eigen pedagogische praktijk. Van Haaften heeft met haar echtgenoot twee kinderen.

## Politieke carrière
In 1999 werd Van Haaften lid van Provinciale Staten van Noord-Brabant voor het CDA. In 2006 werd ze gedeputeerde met de portefeuille Jeugd, Cultuur en Samenleving. Haar achtergrond als pedagoog kwam van pas bij het op poten zetten van de jeugdzorg, die in 2006 van de rijksoverheid naar de provincie werd gedelegeerd. In deze periode was ze ook coördinerend gedeputeerde van het programma Perspectiefrijk Brabant. Van 2005 tot en met 2011 was ze lid van het dagelijks bestuur van het landelijke CDA.
In maart 2011 werd ze na de provinciale verkiezingen herkozen als gedeputeerde. Ze bleef verantwoordelijk voor de portefeuille Cultuur en Samenleving. In haar portefeuille zitten onder meer leefbaarheid, participatie, toegankelijkheid, wonen, sport en gezondheid. Sinds november 2016 is Van Haaften voorzitter van de CDA-afdeling Goirle-Riel.

## Maatschappelijke carrière
Anno juli 2019 is Van Haaften onder andere:
- voorzitter Consortium Ervaringsdeskundigheid VG; een samenwerkingsverband van VG-organisaties gericht op toeleiding van mensen met een beperking naar de opleiding tot ervaringsdeskundige;
- lid Raad van Advies van Transvorm; een vereniging van werkgevers in zorg en welzijn in Noord-Brabant;
- lid Raad van Toezicht Kober; 185 kinderopvanglocaties regio West-Brabant;
- voorzitter CDA-afdeling Goirle-Riel,
- voorzitter Raad van Advies Kasteel Heeswijk in Heeswijk-Dinther.